# 1996년 7월 한국 홍수
1996년 7월 한국 홍수는 한국 중북부와 북부 지방에서 일어난 대홍수이다. 북측에서는 7월 24일부터 28일까지 홍수로 117개 시군에서 피해를 보았다. 남측에서는 북측에서 밀려온 강물과 호우로 인하여 임진강 유역과 화천군 일대에서 피해를 보았다. 완전히 홍수에 마을이 잠기거나 군부대와 민가를 덮친 산사태의 피해가 컸다. 대한민국 국군 60명이 순직해 국립대전현충원에 안장되었다.